# ムーンライト・セレナーデ
「ムーンライト・セレナーデ」 (Moonlight Serenade) は、ジャズのスタンダード・ナンバーのひとつ。1939年にトロンボーン奏者のグレン・ミラーにより作曲されたスウィング・ジャズの代表曲のひとつであり、グレン・ミラー楽団のバンドテーマとなっている。
オリジナル・アレンジはクラリネットをフィーチャーしたビッグバンドのスローナンバーであるが、のちに様々なアレンジで多くのバンドによりカバーされている。映画『スウィングガールズ』（2004年公開）の演奏シーンにも登場した。
ミッチェル・パリッシュにより歌詞が書き加えられ、歌としても取り上げられたことがある。歌手不明（スバル「レガシィ」CMソング（1996年））、シカゴ（関西テレビ『シングルス』主題歌（1997年）、サンウエーブ工業(現LIXIL)「サンシエール」CMソングとして採用）やカーリー・サイモン（2005年のアルバム『Moonlight Serenade』に収録）などがカヴァーしたことでも知られる。1999年に小野リサがボサノヴァのアレンジで歌ったものは、三菱・パジェロイオのCM曲としても取り上げられた。
2007年7月には三菱・デリカD:5のCM曲としてブラッドホームズが歌ったバージョンが取り上げられた。
2009年には、アニメ『ストライクウィッチーズ』のキャラクターイメージソングとして、フランチェスカ・ルッキーニ（声:斎藤千和）とシャーロット・E・イェーガー（声:小清水亜美）がカバーした（日本語作詞は鈴木貴昭、編曲は川田瑠夏による）。

## カバー
- レイ・コニフ（1957）
- ヘンリー・マンシーニ（1963）
- フランク・シナトラ（1966）
- デオダート（1974）
- ボビー・ヴィントン（1976）
- タキシード・ジャンクション（1977）
- シカゴ（1995）